# Sankt Jakob im Walde
Sankt Jakob im Walde, St. Jakob im Walde – gmina w Austrii, w kraju związkowym Styria, w powiecie Hartberg-Fürstenfeld. Do 31 grudnia 2012 należała do powiatu Hartberg.